# Hylemya facilis
Hylemya facilis är en tvåvingeart som först beskrevs av Johann Wilhelm Meigen 1838.  Hylemya facilis ingår i släktet Hylemya och familjen blomsterflugor.
Artens utbredningsområde är Tyskland. Inga underarter finns listade i Catalogue of Life.